# Голова в облаках
«Голова в облаках» (англ. Head in the Clouds) — художественный фильм в жанре драма, премьера которого в США и Канаде состоялась 17 сентября 2004 и 12 сентября 2004 года, на  России — 21 октября 2004 года.

## Сюжет
Главной героиней фильма является Гильда Бессе, дочь французского аристократа и американской светской львицы, но рассказчиком выступает ирландец Гай Мейлон.
В 1924 году в Париже 14-летняя Гильда приходит к гадалке и просит погадать ей. Гадалка сначала говорит, что ничего не увидела, но потом признаётся, что увидела «34-й год жизни» Гильды — именно столько она проживёт. В 1933 году Гильда живёт в Англии, где знакомится с Гаем, студентом из Кембриджа. Позже они становятся любовниками, но затем расстаются, когда мать Гильды умирает, и она решает покинуть Англию. Несколько лет спустя Гай, окончивший Кембридж и работающий теперь учителем в женской школе, видит её в качестве статистки в голливудском фильме, а вскоре после этого случайно получает от неё письмо с приглашением навестить её в Париже, где она работает фотографом.
Гай узнаёт, что Гильда живёт с испанской студенткой-медсестрой (и, по совместительству, работающей для Гильды моделью) Мией и имеет любовника, которого она быстро бросает, когда Гай переезжает к ней. Троица наслаждается своим необычным устройством жизни, но когда Гай делает Гильде предложение и говорит, чтобы она родила ему ребёнка, Гильда отказывается. Мировые события начинают влиять на их жизнь. Гай является сторонником республиканской Испании, поэтому когда в 1936 году в ней начинается гражданская война, он отправляется туда, а вместе с ним уезжает Мия в качестве полевой медсестры. Гильда, однако, довольно аполитична и безуспешно умоляет обоих игнорировать эту войну, опасаясь за их жизни.
В январе 1938 года Гай случайно пересекается с Мией в одной из дислокаций его отряда. Ночью она приходит к нему в отряд и они обсуждают Гильду — они оба пишут ей письма, но она принципиально не отвечает на них, будучи расстроенной их отъездом. Мия говорит, что Гильда наверняка всё же ответит Гаю взаимностью, когда обстановка нормализуется. На следующее утро Мия погибает, когда карета скорой помощи с ней внутри подрывается на фугасной бомбе. Через несколько месяцев, в июле 1938 года, Гай возвращается в Париж, когда становится понятно, что республиканцам не выиграть эту войну. Он приходит к Гильде, но та его игнорирует, косвенно виня его в гибели Мии.
Шесть лет спустя Гай работает шпионом с подпольем в оккупированном Париже под эгидой британской разведки. Он узнает, что Гильда стала любовницей нацистского майора Франца Битриха и навещает её в их старой квартире, где они вдвоём занимаются любовью. На следующее утро она говорит ему, что их роман окончен и они больше никогда не увидятся. Приближается день высадки союзников в Нормандии и Гай с головой погружается в работу. Однажды он приходит в кафе, чтобы встретиться с агентом, но вместо этого к нему подходит Гильда, которая подслушала телефонный разговор Франца, из которого выяснила, что Гай раскрыт и на него готовят западню. Она помогает ему сбежать. В ту ночь он и его сообщники разрушают железнодорожную станцию, но только Гаю удается ускользнуть от немецких солдат.
Гай возвращается в Лондон, где обнаруживает, что за несколько лет до этого Гильда начала сотрудничать с Сопротивлением, для чего и крутила романы с СС-овцами, а Гаю ничего не сказала ради его же безопасности. Когда оккупация Парижа подходит к концу, он понимает, что местные жители, которые долгое время считали Гильду сочувствующей нацистам и предательницей, будут ей мстить. Ему удаётся добраться до её квартиры, но слишком поздно: Битриха убили, а Гильду арестовали и позже казнили, причём она даже не пыталась оправдаться. Фильм заканчивается тем, что Гай в разгромленной квартире Гильды читает написанное ею ему последнее письмо, в котором она окончательно признаётся ему в любви.

## В ролях
| Актёр           | Роль              |
| --------------- | ----------------- |
| Шарлиз Терон    | Джильда Бесе      |
| Пенелопа Крус   | Мия               |
| Стюарт Таунсенд | Гай Мейлон        |
| Томас Кречман   | Франц             |
| Стивен Беркофф  | Чарльз            |
| Аллен Олтман    | Рауль             |
| Давид Ла Эй     |                   |
| Рашель Лефевр   | Алиса             |
| Энди Маккензи   | Джозеф            |
| Эми Слоун       | Линда             |
| Харальд Уинтер  | Германский солдат |

## Признание
Премия Миланского МКФ за лучший фильм (2005).